# De Kringen
De Kringen is een Nederlandse organisatie van meer dan 150 gespreks en -gezelligheidsgroepen voor homoseksuele mannen, lesbische vrouwen en biseksuelen van alle leeftijden en achtergronden. De organisatie biedt maandelijkse doorlopende kringen voor mannen, vrouwen, of jongeren. Er zijn vele mannenkringen, vrouwenkringen, jongerenkringen, bi-kringen en gemengde kringen in de meeste regio's van het land actief.
De organisatie bestaat sinds 1963 en is ontstaan naar aanleiding van enkele uitzendingen van Ikon Radiopastoraat. De kringen waren de eerste jaren van hun bestaan vooral bedoeld voor homo/biseksuelen die moeite hadden met hun geaardheid in combinatie met hun geloofsbeleving.
"De Kringen" groeide van een organisatie van een 10-tal kringen naar een organisatie van zo'n 250 kringen voor mensen van alle achtergronden in de jaren negentig.
Elke Kring, met een gemiddelde grootte van zo'n 10 deelnemers, organiseert een maandelijkse kringavond, waarbij met elkaar van gedachten gewisseld wordt rondom een homo/lesbisch thema en ervaringen worden uitgewisseld, maar ook gezelligheid en het maken van kennissen/vrienden is belangrijk. Naast de kringavonden worden er naargelang de behoefte van de deelnemers soms ook andere activiteiten georganiseerd. De leiding en verantwoording voor de Kring ligt bij één of twee kringleiders.
Op landelijk gebied houdt "De Kringen" zich vooral bezig met het onderhouden van contacten en samenwerken met andere ho/lesbische/bi-organisaties en met landelijke PR, organiseren van trainingen ten behoeve van kringleiders, organiseren van ontmoetingsweekenden voor kringdeelnemers en het uitgeven van de kwartaalnieuwsbrief Keerkring.